# Bartula
Bartula este un sat din comuna Bar, Muntenegru. Conform datelor de la recensământul din 2003, localitatea are 355 de locuitori (la recensământul din 1991 erau 400 de locuitori).

## Demografie
În satul Bartula locuiesc 274 de persoane adulte, iar vârsta medie a populației este de 37,0 de ani (37,8 la bărbați și 36,4 la femei). În localitate sunt 97 de gospodării, iar numărul mediu de membri în gospodărie este de 3,66.
|  |

| Demografie | Demografie | Demografie |
| An         | Locuitori  | Locuitori  |
| ---------- | ---------- | ---------- |
|            |            |            |
|            |            |            |
|            |            |            |
|            |            |            |
| 1948       | 226        |            |
| 1953       | 280        |            |
| 1961       | 298        |            |
| 1971       | 294        |            |
| 1981       | 301        |            |
| 1991       | 400        | 377        |
| 2003       | 476        | 355        |

| \| Componența etnică conform recensământului din 2003[2] \| Componența etnică conform recensământului din 2003[2] \| Componența etnică conform recensământului din 2003[2] \| Componența etnică conform recensământului din 2003[2] \| Componența etnică conform recensământului din 2003[2] \| \| ----------------------------------------------------- \| ----------------------------------------------------- \| ----------------------------------------------------- \| ----------------------------------------------------- \| ----------------------------------------------------- \| \| \| \| \| \| \| \| Muntenegreni \| Muntenegreni \| \| 245 \| 69,01% \| \| Albanezi \| Albanezi \| \| 54 \| 15,21% \| \| Sârbi \| Sârbi \| \| 28 \| 7,88% \| \| Bosniaci \| Bosniaci \| \| 7 \| 1,97% \| \| Iugoslavi \| Iugoslavi \| \| 4 \| 1,12% \| \| necunoscută \| necunoscută \| \| 0 \| 0% \| |              |  |     |        |
| Componența etnică conform recensământului din 2003 |              |  |     |        |
| |              |  |     |        |
| Muntenegreni | Muntenegreni |  | 245 | 69,01% |
| Albanezi | Albanezi     |  | 54  | 15,21% |
| Sârbi | Sârbi        |  | 28  | 7,88%  |
| Bosniaci | Bosniaci     |  | 7   | 1,97%  |
| Iugoslavi | Iugoslavi    |  | 4   | 1,12%  |
| necunoscută | necunoscută  |  | 0   | 0%     |